# Кинжал разума
«Кинжал разума» (англ. Dagger of the Mind) — девятый эпизод первого сезона американского научно-фантастического сериала «Звёздный путь». Впервые был показан на телеканале NBC 3 ноября 1966 года. Название позаимствовано из пьесы «Макбет» Уильяма Шекспира.

## Сюжет
В звёздную дату 2715.1 звездолет Федерации «Энтерпрайз» под командованием капитана Джеймса Т. Кирка транспортирует груз на планету Тантал-V, реабилитационную колонию для душевнобольных преступников. После телепортации товаров на планету, звёздолёт получает груз с Тантала-V для транспортировки в другое место. В ящике, который принял на борт «Энтерпрайз» оказывается беглец. Связавшись с планетой, Кирк, Спок и МакКой узнают, что сбежавший — доктор Саймон ван Гелдер, бывший помощник доктора Тристана Адамса, директора клиники.
Оглушив нескольких членов экипажа, ван Гелдер добирается до капитанского мостика и с фазером в руке просит ни за что не отправлять его назад на планету. Подойдя сзади, Спок обезвреживает сбежавшего. Доктор МакКой подозревает что-то неладное и просит оставить ван Гелдера у себя на экспертизу, а капитана просит провести расследование. Кирк телепортируется на планету вместе с девушкой-психиатром Хелен Ноэль (Марианна Хилл), назначенной МакКоем в консультанты. Оказывается, капитан уже знаком с ней: они встречались на судовой вечеринке.
После прибытия на Тантал-V Кирк и Ноэль знакомятся с доктором Адамсом и тот проводит для них экскурсию по колонии. Адамс очень добр и любезен с гостями, но его персонал кажется пустым и отрешённым. Доктор показывает капитану и психиатру устройство, которое вызвало травму у ван Гелдера, это некий экспериментальный луч нейронного нейтрализатора. Адамс говорит, что прежде чем попробовать луч на заключённых, Саймон ван Гелдер проверил его на себе. Он включил устройство на полную мощность, из-за чего и получил душевную травму. Адамс говорит, что при малой интенсивности излучения луч абсолютно безвреден, стабилизирует и успокаивает заключённых. Доктор Ноэль удовлетворилась этим объяснением, но Кирк начинает подозревать, что Адамс что-то скрывает.
В это время на звездолёте доктор Симон ван Гелдер говорит, что капитан с психиатром в опасности, он начинает упоминать нейронный нейтрализатор, но, кажется, эта мысль приносит ему невыносимую физическую боль. Спок использует древний вулканский ритуал по объединению разумов. Он соединяет свой разум с разумом доктора ван Гелдера и узнаёт, что доктор Адамс обезумел и использует нейтрализатор не только на заключённых, но и на своём персонале, ломая их волю и заставляя выполнять все приказы. Узнав это, Спок собирает десантный отряд, но защитное поле, исходящее из тюрьмы, не даёт телепортироваться на планету. В это время Кирк решает проверить нейтрализатор на себе при помощи Ноэль. Они пробираются в помещение с нейтрализатором, капитан садится в кресло, а девушка становится за пульт управления. В первый раз она внушает ему голод и он действительно захотел есть. Когда Кирк просит внушить ему что-нибудь посложнее, то Ноэль вспоминает ту судовую вечеринку и начинает внушать ему, что тогда они пошли намного дальше, чем это было в действительности. В сознании Кирка создаются воспоминания, будто тогда он взял Ноэль на руки и на глазах у всего экипажа понёс к себе в каюту. Внезапно появляется доктор Адамс с охраной и отстраняет девушку от пульта. Он увеличивает интенсивность излучения и внушает Кирку, что тот безумно влюблён в Ноэль много лет. После этого капитана и девушку запирают в одной из палат.
Кирк просит Ноэль обесточить лечебницу и она ползёт по вентиляционной шахте в поисках электростанции. В момент, когда Кирка опять подвергают облучению, девушка отключает электроэнергию и капитан освобождается от пут Адамса, оставив того на полу процедурной без сознания. В этот же момент Споку, наконец, удаётся телепортироваться вниз с десантным отрядом. Спок включает электричество, невольно активизируя включенный нейтрализатор. Адамс приходит в себя и попадает под влияние нейтрализатора, а вскоре умирает, потому что его разум опустошился, но никто ничего не внушил ему. Оправившись, доктор ван Гелдер уничтожает нейронный нейтрализатор.

## Создание
В этом эпизоде Спок впервые применяет свою способность объединиться с другим разумом. Эта вулканская способность объединяться умами была задумана как альтернатива использованию гипноза. На то было несколько причин. Во-первых, чтобы избежать неправильного изображения гипноза как медицинской техники. Во-вторых, Спок не является врачом и вряд ли обладает методикой гипнотизирования человека. Наконец, должна была быть исключена вероятность случайно загипнотизировать кого-нибудь из зрителей телесериала.

## Ремастеринг
Эпизод, как и остальные, в 2006 году подвергся ремастерингу в честь сорокалетия сериала. 13 октября 2007 года на экраны вышла обновлённая версия. Помимо стандартных улучшений видео и аудиоряда, а также полностью компьютерной анимации «Энтерпрайза», в эпизод вошли следующие изменения:
- Была перерисована полностью планета Тантал-V, были добавлены планетарные кольца.
- Заменён вид колонии. Первоначально использовалась экспозиция из эпизода «Куда не ступала нога человека». Внешний вид был кардинально изменён. Так же на небе появились кольца планеты.

## Отзывы
Зак Хандлен из газеты The A. V. Club дал эпизоду оценку «B» и отметил, что в эпизоде было несколько отличных моментов (например, объединение разумов и этот кабинет). Он отметил, что отношения Кирка и Ноэль являются «слабым звеном» в эпизоде. По его мнению, Адамс не получился убедительным злодеем, а герой Леонарда Нимоя Спок, наоборот, сыграл очень убедительно.

## Наследие и влияние
- Журнал Starlog назвал роль Моргана Вудворда, сыгравшего Саймона ван Гелдера, самой физически и эмоционально изнурительной работой в его актёрской карьере[7]. Его исполнение роли настолько понравилось руководству, что его также пригласили сыграть капитана Рональда Трейси в эпизоде второго сезона «Омега славы». Сам актёр признался, что после съёмок в «Кинжале разума» он ещё в течение трёх недель был антиобщественным по отношению к друзьям и семье. В то же время он был рад, что в этой роли он раскрылся совершенно по-новому.
- Эпизод «Роджеру Эберту следует отказаться от жирной пищи» второго сезона мультсериала «South Park» является пародией на этот эпизод. Также в том эпизоде присутствует целый ряд отсылок к вселенной «Звёздного пути»[8].